# Mount Van der Essen
Mount Van der Essen är ett berg i Antarktis. Det ligger i Östantarktis. Norge gör anspråk på området. Toppen på Mount Van der Essen är 2 525 meter över havet.
Terrängen runt Mount Van der Essen är varierad. Trakten är obefolkad. Det finns inga samhällen i närheten. 